# 다이아무이드 노에스
디어미어드 노이즈(Diarmuid Noyes, 1988년 1월 14일 ~ )는 아일랜드의 배우이다.
더블린에서 태어났다.

## 출연 작품

### 영화
- 천국에서의 5분간 (2009년) - 앤디 역
- 주차중 (2010, Parked)
- 킬링 보노 (2011, Killing Bono) - 플러거 역

### 텔레비전
- 튜더스 (2009) - 찰리 로 역
- 보르지아 (2011)